# パブロ・アルファロ
パブロ・アルファロ・アルメンゴ（Pablo Alfaro Armengot、1969年4月26日 - ）は、スペイン・アラゴン州サラゴサ出身の元サッカー選手、現サッカー指導者。現役時代のポジションはDF。
現在はレアル・ムルシアの監督を務めている。

## クラブ経歴
サラゴサに生まれ、地元の強豪クラブであるレアル・サラゴサでプロデビューとラ・リーガデビューを果たした。20歳で迎えたプロ1シーズン目からCBのポジションでレギュラーを勝ち取り、この1989-90シーズンはリーグ戦37試合に出場し、欠場はたったの1試合だった。
1992年の夏、FCバルセロナに移籍した。しかし、バルセロナでは定位置の確保に苦しみ、1シーズンで退団後はラシン・サンタンデールやアトレティコ・マドリードでプレー。ラシンでは3シーズンをスタメンとして過ごすも、後者のアトレティコではCBにおける2、3番手としての立ち位置だった。
1997-98シーズンはCPメリダに移籍した。シーズン開幕前から降格候補と評価は低く、アルファロ自身は奮闘したが、その甲斐も虚しく、シーズン終了後にセグンダ・ディビシオン降格が決定した。1999-00シーズン、メリダはリーグ戦を6位で終えたが、リーグ閉幕後に財政不祥事が発覚し、セグンダ・ディビシオンB降格がメリダに課されたため、同シーズンをもってアルファロはメリダを退団した。
2000-01シーズン、すでにベテランの域に達していたアルファロは当時セグンダに降格し、苦しんでいたセビージャFCに加入した。加入1年目はセビージャのプリメーラ復帰に貢献すると、翌2001-02シーズン、エルチェCFから移籍してきたハビ・ナバーロとのコンビでセビージャの守備陣を支え、クラブの残留に一役買った。セビージャ在籍4シーズン目、カンテラからセルヒオ・ラモスがトップチームに昇格してくると、次第に出場機会を失い、2006年1月にジュリアン・エスキュデが加入すると控え選手に固定されてしまった。2006年に夏にセビージャを退団し、36歳だったアルファロは古巣ラシン・サンタンデールに復帰するが、目立った成績は残せず、2006-07シーズン終了後に現役を引退した。

## 指導者経歴
現役引退後は主にセグンダ・ディビシオンやセグンダ・ディビシオンB以下のクラブで監督を務めている。
2017-18シーズンにはCDミランデスにてセグンダB優勝を果たしたが、昇格プレーオフを勝ち切ることが出来なかったため、セグンダ昇格は達成できなかった。

## 人物
外科医の国家資格を保持しているため、チームメイトからあだ名でEl Cirujano (エル・シルハーノ、外科医)と呼ばれていた。

## タイトル

### クラブ
FCバルセロナ
- ラ・リーガ : 1回 (1992-93)
- UEFAスーパーカップ : 1回 (1992)

セビージャFC
- UEFAカップ : 1回 (2005-06)